# Тровање шкољкама
Тровање шкољкама је једна од облика тровања храном које се може манифестовати у неколико облика након узимања шкољки које садрже токсине, укључујући шкољке које се хране филтратом (дагње, остриге, срчанке клобуке, вонголе, капице и кукуље), мекушце гастроподе (abalone, whelks, moon snails) или љускаре (крабе, шкампе и јастог). Токсини настају у малим морским организмима (динофлагелати или дијатомеје) које уносе шкољке и концентришу их у својим ткивима.

## Епидемиологија
Иако последњих деценија образовање, надзор и строга регулатива јавног здравља смањују учесталост тровања шкољкама у Сједињеним Америчким Државама, случајеви тровања шкољкама су се десили дуж североисточне атлантске обале, северозападне обале Пацифика или Аљаске. Већина случајева се односи на рекреативне сакупљаче шкољки, а не на комерцијалне продавце. Годишњи извештај Националног система података о тровању Америчког удружења центара за контролу тровања за 2020. годину документовао је 47 појединачних паралитичких тровања шкољкама, уз један смртни случај.
Спорадичне епидемије тровања шкољкама пријављене су у Европи, Азији, Африци и на пацифичким острвима. 
Иако се чини да су деца осетљивија од одраслих на сакситоксине из шкољака, до данас, сви пријављени смртни случајеви су били код старијих особа које су имале теже неуролошке симптоме, некон тривања шкољкама.

### Ризик за путнике
Контаминиране (токсичне) шкољке се могу наћи у умереним и тропским водама, обично током или после цветања фитопланктона, које се назива и штетно цветање алги (ХАБ). Један пример ХАБ-а је црвена плима на Флориди коју изазива Karenia brevis.

## Најчешћа тровања шкољкама
У најчешћа тровања шкољкама спадају:
Паралитичко тровање шкољкама
Најчешћи и најтежи облик тровања шкољкама, узрокован једењем шкољки контаминираних сакситоксинима.
Неуротоксично тровање шкољкама
Једно је од тровања које настаје након конзумирања шкољки контаминираних бреветоксинима које производи динофлагелат K. brevis. Ово товање је претежно болест западне хемисфере (југоисточне обале Сједињених Америчких Држава, Мексичког залива и Кариба), мада постоје извештаји и о појави болести на обалама Новог Зеланда
Тровање шкољкама са дијарејом
У већина случајева је резултат конзумирања храном токсичних шкољкаша као што су дагње. Овај синдром је једна од познатих интоксикација узрокованих морским биотоксинима који не само да угрожава здравље отрованих већ изазива и велику забринутост у индустрији шкољкаша, због обустављања активности сакупљања дагњи и других шкољака.
Амнезичко тровање шкољкама
Редак је облик тровања шкољкама узрокован једењем шкољки контаминираних токсином домоинске киселине, који производи дијатомеја Pseudonitzchia spp. Ови токсини могу изазвати тешке и по живот опасне неуролошке ефекте.
Тровање азаспирацидом из шкољки
Тровање азаспирацидом ( полиетарским морским токсинином) који се акумулира у различитим врстама шкољки,  једно је од недавно откривених тровања морским плодовима пријављених у неколико земаља, укључујући Мароко и већи део западне Европе. ЕУ је успоставила регулаторну границу од 160 μг азаспирацида/кг целог меса шкољке у циљу заштите здравља људи; међутим, у неким случајевима, концентрације азаспирацида далеко превазилазе ниво деловања. Токсиколошке студије су показале да азаспироциди могу изазвати широко распрострањено оштећење органа код мишева и да су вероватно опаснији од претходно познатих класа токсина шкољки.
Ова врста тровања идентификована је након неколико случајева тешке желудачноцревне болести након конзумирања контаминираних дагњи из Ирске. Контаминација је накнадно потврђена у шкољкама широм приобалних региона западне Европе, као и северозападне Африке  и источне Канаде.
Токсин азаспироцид акумулира се у шкољкашима који се хране токсичним микроалгама.  

## Клиничка слика
Конзумација контаминираних шкољки доводи до веома широког спектра симптома, у зависности од врсте присутног токсина, његове концентрације у шкољкама и количине конзумираних шкољки. 
Тровање доводи до гастроинтестиналних и неуролошких болести различите тежине. Симптоми се обично појављују 30-60 минута након узимања токсичних шкољки, али могу бити одложени и до неколико сати. Тровање је посебно опасно код старијих особа и укључује симптоме Алцхајмерове болести,  конфузију, губитак памћења, дезоријентацију, кому. 

## Дијагноза
Дијагноза је обично сложена и обично се поставља клинички код пацијената који су недавно јели шкољке, или након епидемијског јавњања тровања саистим симптомимам болести.

## Терапија
Како не постоји специфична терапија за тровање шкољкама, лечење се заснива здравственој  подршци и лечењу симптомима. Подршка и одржавање дисајних путева су од пресудног значаја код паралитичног тровања шкољкама.
Гастроинтестинална деконтаминација активним угљем се препоручује за пацијенте који се појаве у року од 4 сата од ингестије отровних шкољака. 
Назогастрична или орогастрична лаважа се може обавити ако се пацијент појави у року од 1 сата од ингестије, али то често није потребно. Ако се врши испирање желуца, предложена је употреба изотоничних раствора натријум бикарбоната као средстава за испирање јер многи токсини из шкољки имају смањену снагу у алкалном окружењу.
Како се окадаична киселина подвргава ентерохепатичном рециклирању, овај процес се може прекинути одложеним или поновљеним давањем медицинског угља.
Највећа опасност је респираторна парализа. Пажљиво праћење најмање 24 сата и агресивно управљање функцијом дисајним путевима у случају било каквог знака респираторног компромиса требало би да спречи озбиљан морбидитет и смртност.
Неостигмин и едрофонијум су коришћени за побољшање мишићне слабости након интоксикације тетродотоксином, што је слично тровању сакситоксином. Међутим без обзира на њихову примену, ниједно клиничко испитивање није реално проценило употребу ових лекова након изложености сакситоксину.